# Nemapteryx macronotacantha
Nemapteryx macronotacantha är en fiskart som först beskrevs av Bleeker, 1846.  Nemapteryx macronotacantha ingår i släktet Nemapteryx och familjen Ariidae. Inga underarter finns listade i Catalogue of Life.